# Bocholt, Maaseik
Bocholt là một đô thị ở tỉnh Limburg. Tại thời điểm ngày 1 tháng 1 năm 2006, Bocholt có tổng dân số 12.355 người. Tổng diện tích là 59,34 km² với mật độ dân số208 người trên mỗi km². 